# Завражнов, Юрий Васильевич
Юрий Васильевич Завражнов (30 ноября 1928 года, Красноярск — 13 мая 1987 года) — бригадир забойщиков шахты «Киселёвская», Герой Социалистического Труда.

## Биография
Родился в семье рабочего. После окончания 7 классов устроился плотником на небольшом судне. 

В 1948 году, после службы в армии Завражнов приехал в Киселёвск и сразу поступил в школу фабрично-заводского обучения, по окончании которой устроился на шахту «Киселёвскую». Сначала работал машинистом электровоза, с 1949 года — забойщиком под щитом.
В 1958 году Завражнов стал бригадиром участка № 9. В юбилейном соревновании щитовики 9-го участка за девять месяцев дали 20 тысяч тонн сверхпланового угля вместо 12 по обязательству. Бывали сутки, когда из-под одного щита завражновцы выгружали 1000—1500 тонн. Последний год семилетки был самым «урожайным». В течение 1965 года бригада выдала 202,616 тонн угля. В июле 1966 года Указом Президиума Верховного Совета СССР за достижения в выполнении семилетнего плана Юрию Васильевичу было присвоено звание Героя Социалистического Труда.
Первым Почётным гражданином Киселёвска стал бывший выпускник профтехучилища № 47, бригадир забойщиков шахты «Киселёвская», один из первых ударников коммунистического труда, Герой Социалистического Труда Юрий Васильевич Завражнов.
Депутат Кемеровской области Совета депутат трудящихся VIII созыва. Член КПСС с 1962 года.
Выйдя на пенсию, 8 лет проработал на шахте в цехе гидравлики электрослесарем. Скончался в 1987 году в Киселёвске.

## Награды и звания
- Герой Социалистического Труда;
- Орден Ленина;
- Знак «Шахтерская слава» трех степеней;
- Почётный шахтёр;
- Почётный гражданин города Киселёвска.